# ウキ→ビジュ
『ウキ→ビジュ』（ウキビジュ、矢印箇所は音読しない）は、2005年10月7日（10月6日深夜）から2009年3月26日（3月25日深夜）まで中京テレビで放送されていたバラエティ番組である。

## 概要
マルチメディアクリエイターたちの映像作品や漫画作品を紹介し、彼らの活動を支援していた深夜番組である。司会はサエキけんぞうが担当。ほか、毎回1人のゲストを番組ブレーンに招いていた。
番組は主に、サエキたちがスタジオで作品紹介VTRやクリエイターたちの生態に迫った取材VTRを見ながらトークを繰り広げるという形式で進行。また、クリエイターたちに作品制作の機会を与え、出来上がった作品を世に送り出す企画も実施していた。2007年6月から2010年12月まで中京テレビのクロージングで使われていたCGアニメーションは、この番組でオファーを受けたクリエイターの手によるものである。このほか、メイドに扮したコスプレイヤーや地下アイドルたちを紹介するという、番組ブレーンのタナカカツキ曰く非常に「ぶれまくった」企画もよく実施していた。最終回では、番組の歴史を振り返るVTRを基にサエキとタナカが気ままにトークを繰り広げていた。
この番組は地上波では中京テレビのみで放送されていたが、インターネット上でもライブドアネットアニメを通じて配信されていた（毎週月曜更新）。番組が紹介した作品は、中京テレビが運営するモバイルサイトのウェブコンテンツとして配信されていた。

## 放送時間
いずれも日本標準時。2008年6月からは直後の時間帯に、地上デジタル放送の魅力を落語で伝える関連ミニ番組『ウキ→デジ』が不定期放送されていた。
- 金曜 0:50 - 1:05 （木曜深夜：2005年度下半期）
- 金曜 0:35 - 1:50 （木曜深夜：2006年度上半期） - 『D4』の内包番組となる。
- 金曜 0:41 - 0:56 （木曜深夜：2006年度下半期）
- 金曜 0:41 - 0:56 （木曜深夜：2007年度上半期） - 『D4』前半枠が『F2C』へとリニューアルしたことで再び単独番組化。
- 金曜 0:44 - 0:59 （木曜深夜：2007年度下半期）
- 金曜 0:59 - 1:19 （木曜深夜：2008年度上半期） - 放送枠が5分拡大。
- 木曜 1:29 - 1:49 （水曜深夜：2008年度下半期）

## 出演者

### 司会
- サエキけんぞう

### 番組ブレーン
- 辛酸なめ子
- 杉真理
- 野宮真貴
- バカボン鈴木
- タナカカツキ
- しりあがり寿
- まつゆう

- 笹公人
- 常盤響
- 鈴木慶一
- 牧野由依
- 手塚眞
- 程亮弼
- 真島理一郎

- 古坂大魔王
- 安珠
- カオルコ
- 雷門獅篭
- 明和電機
- キタイシンイチロウ
- 高城剛

## スタッフ
- 衣装協力：ショウジョノトモ、blues dress、agnès b.
- オーガナイズ：ファンワークス
- 構成：安保正
- web制作：神谷公人、小栗慎二郎
- ナレーター：吉田太一（中京テレビアナウンサー）、鹿内美沙（当時中京テレビアナウンサー）
- MA：鈴木彰、谷川和也、浅井豊
- 撮影：平田達也、森健嘉、伊藤孝政
- 録音：鹿島光治、中村智美、松井敏郎
- 編集：平井章浩、山本勝、大津一剛
- 音効：斉藤元、小林洋介
- CG：山下大輔
- 編成：太田恵三
- AD：所里美、川地俊輔、野口レオ
- ディレクター：野口淳、秋山基典、陸田亮太郎
- プロデューサー：国広忠久、白石吉彦、武田龍司
- 演出：風間一徳、伊藤隆基
- 製作著作：中京テレビ
- 制作協力：中京ビデオセンター